# ماركو أنطونيو غونزاليس
ماركو أنطونيو غونزاليس (بالإسبانية: Marcos Antonio González)‏ هو لاعب كرة الماء إسباني، ولد في 9 يوليو 1966 في برشلونة في إسبانيا.

## وصلات خارجية
- ماركو أنطونيو غونزاليس على موقع الاتحاد الدولي للسباحة (الإنجليزية)
- ماركو أنطونيو غونزاليس على موقع اللجنة الأولمبية الدولية (الإنجليزية)
- ماركو أنطونيو غونزاليس على موقع أوليمبيديا (الإنجليزية)